# Conférence permanente des partis politiques d'Amérique latine et des Caraïbes
La Conférence permanente des partis politiques d'Amérique latine et des Caraïbes - COPPPAL (en espagnol, Conferencia Permanente de Partidos Políticos de América Latina y el Caribe) est une organisation politique internationale régionale rassemblant des partis politiques d'Amérique latine et des Caraïbes d'orientations politiques diverses.

## Historique
Elle est créée en 1979 à Oaxaca de Juárez au Mexique, à l'initiative du Parti révolutionnaire institutionnel. Elle se réunit régulièrement et ses déclarations de principe ont pour but de faire progresser la solidarité latino-américaine et la paix dans le monde.

## Membres
- Argentine :
  - Partido Intransigente, Parti intransigeant
  - Partido Justicialista, Parti justicialiste
  - Partido Socialista, Parti socialiste
  - Unión Cívica Radical, Union civique radicale
- Aruba :
  - Movimiento Electoral di Pueblo, Mouvement électoral du peuple
- Belize :
  - People's United Party, Parti uni du peuple
- Bolivie :
  - Movimiento de la Izquierda Revolucionaria - Nueva Mayoría, Mouvement de la gauche révolutionnaire - Nouvelle majorité
  - Movimiento Bolivia Libre, Mouvement Bolivie libre
  - Movimiento Nacionalista Revolucionario, Mouvement nationaliste révolutionnaire
- Bonaire : 
  - Partido Democratico Bonairano, Parti démocratique bonairien
- Brésil :
  - Partido Democrático Trabalhista, Parti démocratique travailliste
  - Partido dos Trabalhadores,  Parti des travailleurs
  - Movimento Democrático Brasileiro, Mouvement démocratique brésilien
- Chili :
  - Partido Radical Socialdemócrata, Parti radical social-démocrate du Chili
  - Partido Socialista de Chile, Parti socialiste du Chili
  - Partido por la democracia, Parti pour la démocratie
- Colombie : 
  - Partido Liberal Colombiano, Parti libéral colombien
  - Polo Democrático Independiente, Pôle démocratique alternatif
- Costa Rica : 
  - Partido Liberación Nacional, Parti de la Libération nationale
- Cuba : 
  - Partido Comunista de Cuba, Parti communiste de Cuba
- Dominique :
  - Dominica Labour Party, Parti travailliste dominiquais
- Équateur :
  - Partido Izquierda Democrática, Parti de la gauche démocratique
  - Partido roldosista ecuatoriano, Parti roldosiste équatorien
  - Partido Socialista-Frente Amplio, Parti socialiste - Front large
- Haïti :
  - Organisation du peuple en lutte
  - Parti fusion des sociaux-démocrates haïtiens
- Honduras :
  - Partido Liberal de Honduras, Parti libéral du Honduras
- Jamaïque :
  - People's National Party, Parti national du peuple
- Mexique :
  - Partido Revolucionario Institucional, Parti révolutionnaire institutionnel
  - Partido de la Revolución Democrática, Parti de la révolution démocratique
  - Partido del Trabajo, Parti du travail
  - Convergencia, Convergence
- Nicaragua :
  - Frente Sandinista de Liberación Nacional, Front sandiniste de libération nationale
- Panama :
  - Partido Revolucionario Democrático, Parti révolutionnaire démocratique
- Pérou :
  - Partido Aprista Peruano, Parti apriste péruvien
- Porto Rico :
  - Partido Independentista Puertorriqueño, Parti indépendantiste portoricain
- République dominicaine :
  - Partido Revolucionario Dominicano, Parti révolutionnaire dominicain
- Salvador :
  - Frente Farabundo Martí de Liberacion Nacional, Front Farabundo Martí de libération nationale
  - Cambio Democrático, Changement démocratique
- Sainte-Lucie :
  - Saint Lucia Labour Party, Parti travailliste de Sainte-Lucie
- Uruguay :
  - Partido Colorado, Parti Colorado
  - Partido Nacional, Parti national
  - Frente Amplio, Front large
- Venezuela :
  - Acción Democrática, Action démocratique
  - Movimiento al Socialismo, Mouvement vers le socialisme
  - Movimiento V República, Mouvement Ve République puis Partido Socialista Unido de Venezuela, Parti socialiste unifié du Venezuela
  - Movimiento Electoral del Pueblo, Mouvement électoral du peuple
  - Podemos, Nous pouvons.

## Membres associés
- Canada : 
  - Parti québécois
- Curaçao :
  - Movementu Antia Nobo, Mouvement Antilles nouvelles
  - Frente Obrero Liberashon 30 di Mei, Front ouvrier de libération du 30 mai
  - Partido Laboral Krusada Popular, Parti travailliste croisade populaire
- Guatemala :
  - Unidad Nacional de la Esperanza, Union nationale de l'espérance
- République dominicaine :
  - Partido de la Liberación Dominicana, Parti de la libération dominicaine
- Saint-Vincent-et-les-Grenadines :
  - Unity Labour Party, Parti travailliste uni